# Klassikerskyddet
Klassikerskyddet avser förbudet mot återgivande av förvanskade äldre litterärt eller konstnärligt verk som inte längre skyddas av upphovsrätten. Skyddet finns i flera av de nordiska länderna.

## I Sverige
Klassikerskyddet, 51 § i den svenska upphovsrättslagen, innebär i princip ett generellt förbud mot opassande förvanskning av äldre verk som inte längre skyddas av upphovsrätten men som har ett särskilt konstnärligt värde. Den medger myndigheter att väcka talan om ett verk återges offentligt på ett kränkande sätt även efter att verksskyddet har gått ut. Det är först efter att ett vitesförbud har meddelats som det är förbjudet att framföra bearbetningen, men domstol kan meddela förbud mot återgivande av bearbetning redan när sådant återgivande förberedes. I lagens förarbeten framgår att både Auktorrättskommittén och Lagrådet föreslog att det ska gå att begära förhandsbesked från övervakningsmyndigheterna (akademierna) huruvida ett återgivande kommer att leda till förbudstalan.
Klassikerskyddet är förbehållet verk som anses spela en särskild roll för kulturen som helhet, i motsats till den ideella upphovsrätten som i princip är tillämplig på allt som uppnår verkshöjd. Med det innebär klassikerskyddet en kvalitetsgradering av skyddsobjekt trots att det strider mot den allmänna upphovsrättsliga principen om att verkshöjd inte har något med konstnärlig kvalitet att göra.
För att klassikerskyddet ska kunna tillämpas krävs att återgivningen av verket framstår som "grovt stötande även för den som inte besitter särskilda litteraturhistoriska insikter eller har motsvarande kunskaper på andra områden." Första lagutskottet underströk att det "under inga omständigheter bör ifrågakomma att inskrida mot konstnärligt syftande eller eljest ambitiösa bearbetningar av äldre verk, även om resultatet är omstritt eller kanske på sina håll starkt kritiseras".
Svenska Akademien, Musikaliska Akademien och Konstakademien, var och en för sitt område, har ensamma rätt att väcka talan i enlighet med 6 § upphovsrättsförordningen (1993:1212).

### Lagens tillkomst

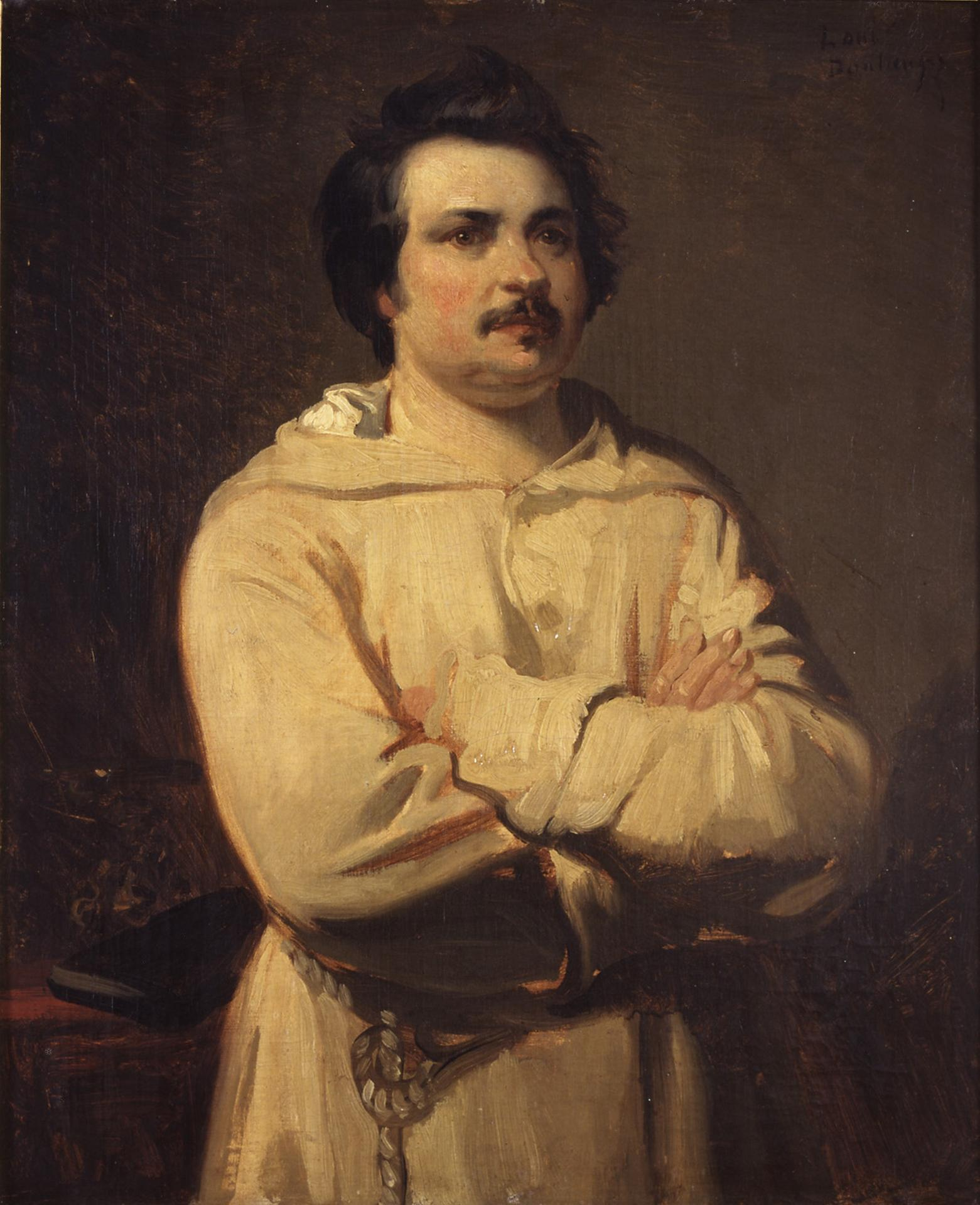
Klassikerskyddet skapades efter att bland annat ett verk av Honoré de Balzac (1799–1850) hade förkortats och använts som reklam för preventivmedel i Danmark.

Vid Brysselkonferensen 1948 föreslogs Bernkonventionen anta en "droit au respect" för att skydda kulturella mästerverk när skyddstiden hade löpt ut. Vid den svenska lagens införande, 1960, fanns liknande bestämmelser i Danmark, Finland och Italien. I Sverige tillkom klassikerskyddet som en del i arbetet med att harmonisera de nordiska ländernas rättssystem, ett arbete som även kom att omfatta att anpassa svensk lag till Bernkonventionen och Världskonventionen om upphovsrätt (Genève, 1952).
En kommitté tillkallades den 10 november 1938 och tog namnet Auktorrättskommittén.:26 Kommittén behandlade förslaget i SOU 1956:25:403, där man uppgav att "syftet är att förhindra att verk återgivas i förvanskat skick".:408 Lagförslaget lades fram i proposition 1960:17.
Enligt artikel 6 i Bernkonventionen var Sverige förpliktigade att upprätta ett "droit moral"-skydd (ideell upphovsrätt) för verk från andra unionsländer. Däremot fanns inget krav på att ett sådant skydd skulle vara evigt, och det är inte heller vanligt med ett evigt skydd i andra länder.
Auktorrättskommittén som lade fram lagförslaget gav inte någon tydlig definition av vad som kunde betraktas som en kränkning av den "andliga odlingens intressen", men gjorde klart att lagen inte var avsedd att riktas mot undermåliga framställningar, utan bara mot tolkningar som medvetet innebar "ett grovt åsidosättande av konstnärlig pietet och ansvarskänsla". Ett exempel på sådana bearbetningar var klassiska musikverk som hade blivit föremål för "jazzparafraser och andra förvanskningar". Ett annat exempel var en dansk utgåva av romanen Esther (del 1 av Kurtisanernas liv) av Honoré de Balzac (1799–1850) där verket hade förkortats från 352 till tre små häften à 32 sidor ("Skogernes Glans", "Glaedespigens Kaerlighed" och "Falden Kvinde"),:409 fått ekivoka underrubriker, tvivelaktiga illustrationer och reklam för preventivmedel.:409-410
Auktorrättskommittén betonade att den med det starka uttrycket "kränker" ville markera att lagen endast skulle vara tillämpligt på sådana fall som ur allmänt kulturell synpunkt måste anses som grova; att ett återgivande för den bildade allmänheten i stort tedde sig grovt stötande.:275 Även departementschefen kommenterade att ordet "kränker" innebar att endast åtgärder som är grovt stötande avsågs.:277 Vid tiden för lagens införande befarade man inte obefogade ingripanden från akademierna i sina roller som övervakningsmyndigheter.:391
Klassikerskyddet hälsades med tillfredsställelse av åtskilliga remissinstanser och övriga remissorgan tillstyrkte i allmänhet förslaget eller lämnade det utan erinran.:276 Remissinstansen Svenska tidningsutgivareföreningen avstyrkte förslaget då man fann det olämpligt.:276 Man menade att "lagstiftning förefaller vara ett mindre lämpligt medel mot dålig smak och dåligt omdöme hos förläggare och utgivare".:276 Konsertföreningen i Stockholm uttalade förhoppningen att lagen skulle tillämpas med en viss försiktighet, "så att icke den musikaliska lekfullheten stänges inom alltför trånga gränser.":277 För Svenska Akademien rådde det ingen tvekan om vad man uppgav "huvudsyftets vikt och berättigande, ej minst i fråga om förekommande praxis att stympa klassiska verk.":276 Den menade även att ett rättsligt förbud på talan av en myndighet kunde föra tankarna till något som erinrar om ett censurinstitut, men att risken förminskades om övervakningen anförtroddes åt ett fristående samfund.:276
Att Svenska Akademien tilldelades talerätt, en tillsynsuppgift trots att den inte är någon myndighet, trodde akademien 2005 kunde vara en följd av den historiska roll som den spelade vid rättsfigurens tillkomst. Dock nämndes våren 2018 i ett rättsfall bland annat just klassikerskyddet i 51 § (1960:729) och den lagparagraf som reglerar talerätten, 6 § (1993:1212), för att utröna om Svenska Akademien möjligen är en myndighet och därmed omfattas av offentlighetsprincipen. Kammarrätten meddelade i sin dom att Akademien inte var en myndighet, men beslutet sades skulle överklagas.[Uppdatering behövs] I domen framgår även att Akademien själv argumenterade för att man inte var en myndighet utan ett privaträttsligt subjekt och en privat juridisk person av eget slag, "sui generis".

### Klassikerskyddets tillämpning
Det finns (2014) inte på någon av de tre hemsidorna för akademierna information om att de har till uppgift att utöva tillsyn i enlighet med klassikerskyddet.:182f
År 2019, 59 år efter lagens tillkomst, hade klassikerskyddet ännu aldrig tillämpats i svensk rätt, men kan ändå vara, och har fungerat som, ett medel för påtryckningar i enskilda fall. Det har använts som ett medel för påtryckningar av alla tre akademier: Musikaliska Akademien, Konstakademien och Svenska Akademien. I vissa fall har det handlat om att verken har modifierats på ett för akademierna oönskat sätt. I andra fall har det handlat om att verken har förekommit i en för akademierna oönskad kontext.
Svenska Akademiens juridiska rådgivare kommenterade 2005 att klassikerskyddet vore mycket svårt att tillämpa bland annat på grund av de höga beviskrav som skulle ställas. Att det vore svårt att bevisa att en part har kränkt den "andliga odlingens intressen" när knappast någon kan förklara innebörden i uttrycket "andlig odling".
Andra har även lyft fram att det inte är självklart vilka som innefattas i begreppet "den bildade allmänheten i stort", hur man avgör vad som är ett skyddsvärt mästerverk utan att det leder till subjektiva bedömningar, samt att synen på kultur är föränderlig och att det som uppfattas som grovt några år senare kan vara helt acceptabelt.:21
Ulrika Wennersten skrev i sin doktorsavhandling 2014 att klassikerskyddet inte borde kvarstå i den upphovsrättsliga lagstiftningen, åtminstone inte i sin nuvarande form.:241 Hon hänvisade bland annat till att de samhälleliga intressen och behov som tillgodoses av att upphovsmannens monopol upphör är minst lika viktiga som dem som ligger bakom klassikerskyddet.:241

#### Musikaliska Akademien

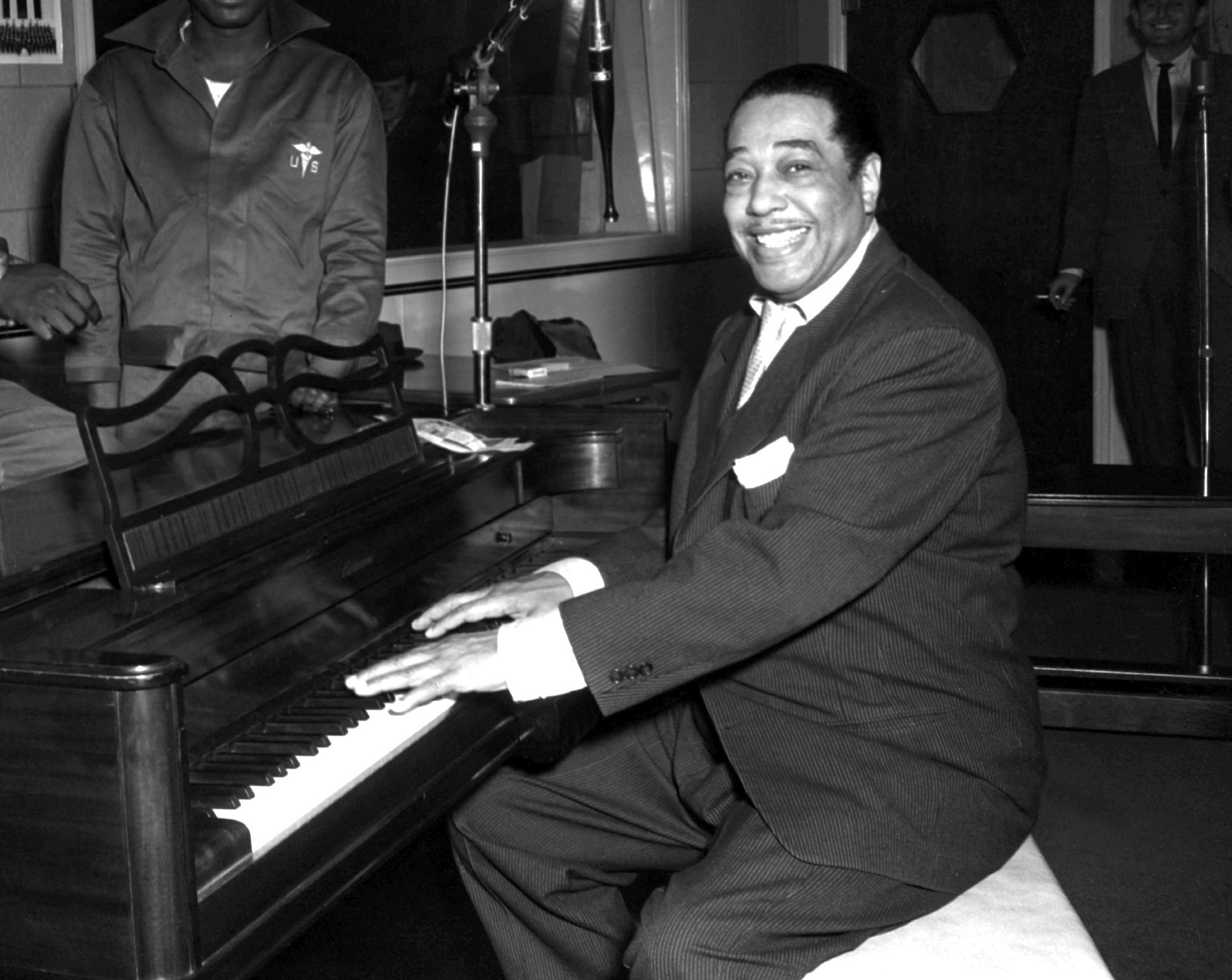
Duke Ellington (1954). STIM anmälde 1961 Ellingtons skiva med jazzversioner av stycken ur Edvard Griegs Peer Gynt och Musikaliska Akademien uttalade att skivan var "kränkande för den nordiska musikkulturen".

Amerikanen Duke Ellington spelade in jazzversioner av Edvard Griegs stycken ur Peer Gynt vilka utgavs på skivan Swinging Suites by Edward E. and Edward G. (1961). I september 1961 inkom till Musikaliska Akademien en skrivelse från STIM, vilka menade att skivorna utan tvekan var en kränkning av den andliga odlingens intresse genom att det klassiska mästerverket i "upprörande grad förvanskats". STIM:s generalagent, som hade erhållit provexemplar av skivan, lät i skrivelsen meddela att denne inte hade för avsikt att importera och sprida skivorna. Några skivor hade dock redan hunnit säljas eftersom en grammofonhandlare hade direktimporterat skivor från USA. Ytterligare en skrivelse inkom från STIM i vilken det uppgavs att det fanns ytterligare en jazz- eller dansparafras, "Asia Minor" efter Griegs pianokonsert av "Kokomo, his Piano and Orchestra". I december 1961 uttalade Akademien att Griegs musik hade utnyttjats på ett sätt som var "kränkande för den nordiska musikkulturen". Akademien vidtog ingen åtgärd eftersom STIM:s generalagent sagt sig vara villiga att inte sälja skivorna, men om så skulle ske avsåg Akademien överväga åtgärder enligt klassikerskyddet.:184 Så skedde inte och fallet togs aldrig upp i domstol.:18f Mindre än 10 år senare, 1970, valdes Ellington in som medlem i Musikaliska Akademien.
Gunnar Karnell gjorde en anmälan till Musikaliska Akademien av den tyska musikgruppen Enigmas bearbetning av gregoriansk munksång med singeln "Sadeness (Part I)" släppt i november 1990 och som toppade listor i flera länder. Karnell menade att gregoriansk munksång skall vara fri från ackompanjemang och hävdade att "Sadeness (Part I)" innehåller sexuella eller sadistiska anspelningar. Anmälarna menade att sången hade bearbetats till en så kallad djävulsmässa. Musikaliska Akademien uttalade olust rörande kombinationen av gregoriansk mässa och antydda samlagsljud, men menade samtidigt att sådant ändå fick anses allmänt accepterat vid tidpunkten för bedömningen. Anmälan ledde inte till någon åtgärd från akademien.
Musikaliska Akademien mottog i januari 2004 en anmälan mot Folkoperans uppsättning av Tosca i regi av Jasenko Selimović. Anmälaren menade att uppsättningen var "nedsättande för upphovsmännens talang och karaktär". Akademien valde att inte gå vidare med ärendet och noterade att klassikerskyddet aldrig hade tillämpats. Akademien konstaterade att argumentet vid lagens tillkomst år 1960, det att klassiska verk varit utsatta för "jazzparafraser och andra förvanskningar", år 2004 "förefaller onekligen föråldrat".

#### Konstakademien

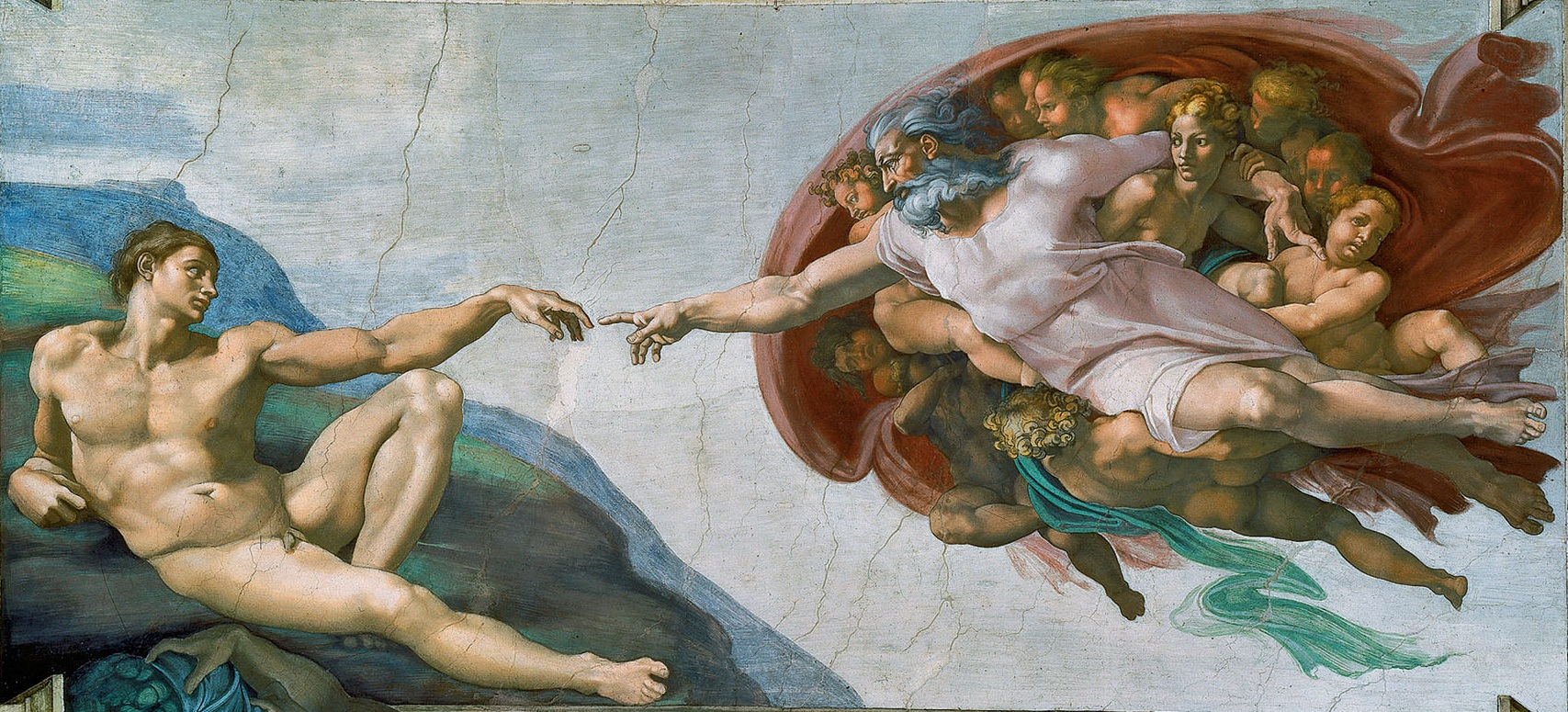
Gud besjälar Adam (cirka 1512), en freskomålning av Michelangelo. Bilden remixades till att föreställa att Gud räcker Adam ett par blå jeans.

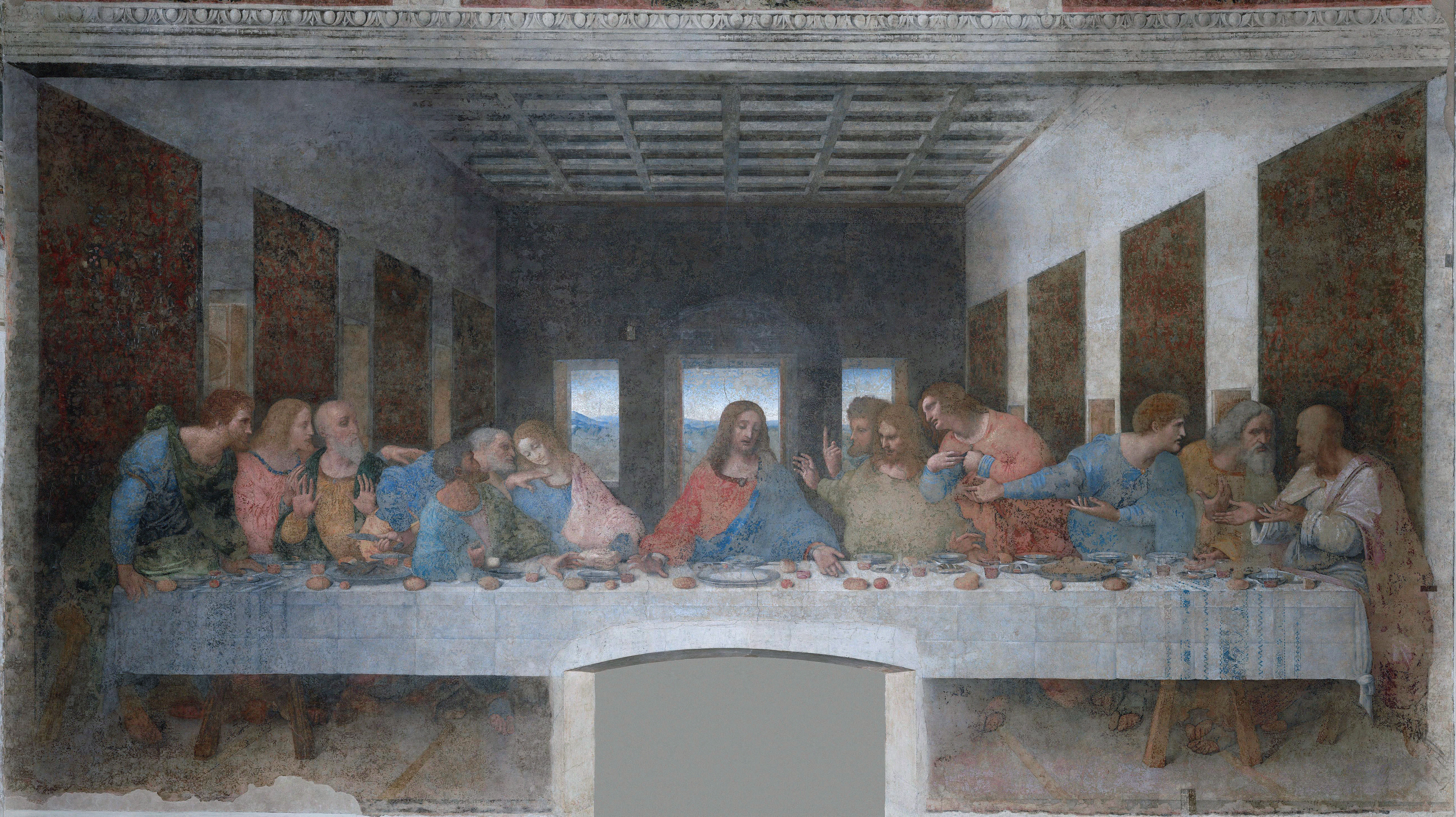
Nattvarden (cirka 1495–1498), en muralmålning av Leonardo da Vinci. Bilden remixades av hamburgerkedjan Clock.

1973 anmälde vid en sammankomst Konstakademiens sekreterare att det på offentlig plats i Stockholm förekom affischer som visade  Michelangelos Gud besjälar Adam i form av ett fotografi, men där Gud räcker Adam ett par blå jeans. Akademien skrev till tryckeriet och påtalade att det var angeläget att tryckning av den vanställda målningen inte återupprepades. Företaget upphörde att visa verket och akademien vidtog ingen ytterligare åtgärd.:188
Statens konstmuseer skrev till Konstakademien i samband med att den svenska hamburgerkedjan Clock under sommaren 1995 marknadsförde sig med Leonardo da Vincis målning Nattvarden då de menade att kampanjen bröt mot klassikerskyddet.:187 Det bidrog till att kampanjen, som väckt anstöt hos kristna, drogs tillbaka. Bilden hade återgivits dels i beskuren form med bara Kristus och reklamtext över hans bröst, dels i obeskuren form i Stockholms tunnelbana och med reklamtext. Statens konstmuseer menade att hamburgerkedjan genom nyttjandet av verken för att sälja pizza och hamburgare hade kränkt da Vincis rätt att få återges oförvanskad på ett sätt som var gravt kränkande för den andliga odlingens intresse.:187f Konstakademien svarade att användningen var en grov kränkning men väckte inte talan eftersom användningen av bilden hade upphört.:188 Konstakademien har dock inte offentligt haft synpunkter på motiv som används på etiketter på svenska alkoholhaltiga drycker, till exempel da Vincis skiss av Leda eller jul- och sommarmotiv av Jenny Nyström.
Nationalmuseum hade hållit en utställning av Carl Larssons verk. Nationalgalleriet menade att utställningen hade varit okritisk och gjorde en utställning 1992 som hette Äntligen hemma. I utställningen ingick satiriska verk av Christer Themptander som var en collagemanipulering av "Ett hem - akvareller". En privatperson skrev till Konstakademien, vilken inte fann anledning att ingripa.:188

#### Svenska Akademien
Paragrafen åberopades efter att TV4 i augusti 2004 hade sänt enaktspjäsen Den starkare av August Strindberg och hade gjort ett avbrott i sändningen för reklam. Dramatikerförbundet skickade en skrivelse till Svenska Akademien då förbundet ansåg att utsändningen innebar "en tydlig kränkning av såväl dramatikerns konstnärliga integritet som av publikens rätt till sin konstnärliga upplevelse." Dramatikerförbundet bad Akademien agera, men Akademiens juridiska rådgivare menade att paragrafen skulle vara mycket svår att tillämpa och Akademien valde istället att anmäla sändningen till Granskningsnämnden. Sändningen fälldes av nämnden, vilket gladde Akademien, och TV4 ålades att böta 50 000 kronor.
I mars 2014 tillkännagav Svenska Akademiens ständige sekreterare, Peter Englund, att Akademien avsåg att väcka talan mot en reklambyrå för användandet av Karin Boyes dikt "I rörelse" uppläst av Lena Endre i en bilreklam för tyska Mercedes-Benz. Reklamfirman sade att man hade fått både medgivande och uppmuntran från Karin Boye-sällskapet att använda dikten, men reklamfilmen slutade sändas och Mercedes-Benz tog bort reklamfilmen från sitt Youtube-konto samt bad sina återförsäljare att inte bruka filmen i den lokala verksamheten. Vissa drog paralleller till svenska Volvos reklamfilm tidigare samma år där Zlatan Ibrahimović läste texten till "Du gamla, du fria" av Richard Dybeck samt Volvos reklam 2013 där Mando Diao sjunger Gustaf Frödings "Strövtåg i hembygden", och undrade varför Akademien inte hade agerat i de fallen.
I april 2018 anmäldes Nordiska motståndsrörelsens webbplats Nordfront av föreningen Juridikfronten till Svenska Akademien för återgivande av hela, eller delar av, dikter av Esaias Tegnér ("Vikingabalk" ur Frithiofs saga, 1825, samt "Svea", 1811), Verner von Heidenstam ("Åkallan och löfte", 1899) och Viktor Rydberg ("Himlens blå", 1895). Akademien valde att gå vidare med ärendet i oktober 2019, då de menade att dikterna användes på ett sätt som "strider mot samhälleliga värdegrunder". Svenska Akademiens juridiska ombud kommenterade att "Det handlar helt enkelt om kontexten som de har publicerats i." Nordfront publicerade brevet från Svenska Akademiens juridiska företrädare, där även "Den höges sång" (från den Poetiska Eddan) i översättning 1913 av Erik Brate omnämns som citerad. Nordfront skrev att de inte avsåg avpublicera dikterna och "om Svenska Akademien insisterar får detta bli det historiska och första fallet där Klassikerskyddet testas i en svensk domstol." I december 2019 skickade Svenska Akademien in en stämningsansökan till Patent- och marknadsdomstolen vid Stockholms tingsrätt i vilken de krävde att publiceringarna skulle förbjudas, och yrkade på vite 1 miljon kronor vardera för de ideella föreningarna Nordiska motståndsrörelsen och Nordfront, där den senare välkomnade en rättslig prövning. Nordfronts juridiska ombud sade i juli 2020 att Svenska Akademiens talan borde avvisas: "Akademien saknar talerätt. Bara en myndighet kan ges rätt att väcka talan om förbud att återge de fria klassiska verken och Svenska Akademien är ingen myndighet." Parterna möttes i rätten i mars 2021, där svarandesidans juridiska ombud bland annat argumenterade för att paragrafen inte avser citat.
I april meddelades att Svenska Akademien inte fick framgång i målet då Patent- och marknadsdomstolen gjorde bedömningen att klassikerskyddet endast är tillämpligt när ett verk har utsatts för förändringar. En av ledamöterna i rätten kommenterade att "Utgångspunkten är, som bekant, att det efter skyddstidens utgång i upphovsrättsligt hänseende står var och en fritt att utnyttja verket i vilken form och på vilket sätt som helst." Rätten slog fast att skyddet inte omfattar "sammanhanget för återgivningen". Domstolen menade också att Svenska Akademien skulle räknas som en myndighet med rätt att väcka talan gällande klassikerskyddet. SVT:s Per Andersson summerade stämningen som "Ett dumt påhitt av Svenska Akademien." Den rättsliga processen blev kostsam för Svenska Akademien och den ansökte hos justitiedepartementet att få ersättning för sina advokatkostnader, vilket avslogs i juni 2021, och 1,5 miljoner kronor betalades till Kronofogden för att täcka motpartens rättegångskostnader.

## Klassikerskydd i andra länder
Liknande bestämmelser finns i andra nordiska länder som Danmark (75 § DaURL), Norge (48 § NoURL) och Finland (53 § FiURL). Det finns även i Italien.

### Danmark
Danmark har (2014) haft två avgöranden. Det första var ett mål 1965 om låten "Caterina" (1962) som var en jazzversion av Johan Svendsens verk "Venetiansk Serenade". Domstolen fann att "Caterina" hade gjorts tillgänglig på ett sätt som var kränkande för kompositörens konstnärliga anseende och egenart och att kulturella intressen därigenom hade blivit kränkta.:190 Det andra avgörandet (1990–1992) rörde den av Jens Jørgen Thorsen planerade filmen The Many Faces of Jesus Christ för vilken det danska filminstitutet hade beviljat en garanti om produktionsstöd. Kulturministern inhämtade ett yttrande från kammeradvokaten, vilken konstaterade att evangeliet (som aldrig skyddats av upphovsrätt) kunde omfattas av klassikerskyddet. Efter yttrandet tillskrev Ministeriet for Kulturelle Anliggender det danska filminstitutet och uppgav att Ministeriet ansåg att filmen stred mot det danska klassikerskyddet.:190f

### Norge
Norge har (2014) haft flera fall där det norska klassikerskyddet åberopats::191ff
- En tecknad serie baserad på Henrik Ibsens Peer Gynt
- En översättning till nynorsk av Henrik Ibsens Gengangere i uppsättning av Den Norske Teatern
- Ett förlag gav ut en bearbetning av Fjodor Dostojevskijs roman Bröderna Karamazov förkortad till en tredjedel av originalverket
- En bok om Jomfrulandserien av Theodor Kittelsen
- Nytryck av träsnitt i fallet Priselde, där nytryck av "Priselde", "Tussingen jages" samt "Kapellanen og prestedatteren på isen"
- En beskuern bild av Husandakt av Adolph Tidemand
- Bildhuggaren Wilhelm Rasmussen Eidsvoldsmonumentet som föreslogs delas upp
- Gustav Vigelands skulptur Egil Skallagrimson där Vigeland hade klagat på skulpturens placering i Andersengården i Mandal
- Användning av fyra klassiska verk i jeansreklam 1973: Michelangelos Gud besjälar Adam, Lucas Cranachs målning av Adam och Eva, Michelangelos staty av David och Jean-Auguste-Dominique Ingres bild Källan
- Ett verk av Oscar Wergeland, som hängde bakom Stortingets talarstol, användes i en reklambroschyr för storkök
- Marknadsföring av "Beef Burger" som använde Edvard Munchs Skriet
- Ett partitur 1969 av Fartein valens klaverkonsert nr 44 påstods vara ändrat
- Tre fall av användning av nationalsången "Ja, vi elsker dette landet", varav ett fall rörde en inspelning i jazz av Arne Domnérus sextett
- Filmen Song of Norway baserad på Edvard Griegs liv och musik i hans yngre dagar där Griegs musik var bearbetad

### Finland
I Finland förekommer ett avgörande från Högsta domstolen 1967 där ett förlag hade givit ut förkortade, tarvliga versioner bland annat av
- Lewis Carrolls Alice i Underlandet
- James Fenimore Coopers Den siste mohikanen
- Mark Twains Tom Sawyers äventyr
- Daniel Defoes Robinson Crusoe[54]
- Tsylla Tätis (Tsylla Tante) berättelse om Robin Hood (vilken friades).

Det framgick inte av utgivningen att verken var förkortade och översättarens namn angavs inte. Domstolen ansåg att man genom utgivningen hade förfarit med verken offentligt på ett sätt som kränkte den andliga odlingens intressen.:195

## Fotnoter